# Contea di Gaotang
La contea di Gaotang (高唐县S, Gāotáng XiànP) è una contea della Cina, situata nella provincia dello Shandong e amministrata dalla prefettura di Liaocheng.